# Туркменістан на літніх Олімпійських іграх 2012
Туркменістан на літніх Олімпійських іграх 2012 був представлений 10 спортсменами у 5 видах спорту, в тому числі 3 жінками. Прапороносець делегації  — боксер Сердар Худайбердиєв.

## Склад олімпійської команди Узбекистану

### Бокс
Спортсменів — 2
- До 64 кг. Сердар Худайбердиєв
- До 75 кг. Нурсахат Паззиєв